# Externalização de fronteiras
A externalização descreve as ações extra-territoriais do Estado para impedir que os migrantes, incluindo refugiados, cheguem às suas fronteiras ou para os tornar legalmente inadmissíveis sem considerar individualmente os méritos dos seus pedidos de proteção. Estas ações incluem o envolvimento unilateral, bilateral e multilateral do Estado, bem como o recrutamento de atores privados ou países terceiros. A externalização é utilizada pela Austrália, Estados Unidos, União Europeia e pode ser conseguida aplicando restrições de vistos, reforço de patrulhas fronteiriças e acordos com países terceiros. As consequências incluem frequentemente o aumento da imigração ilegal, tráfico humano, violência e morte nas fronteiras.

## Tipos

### Restrições de visto

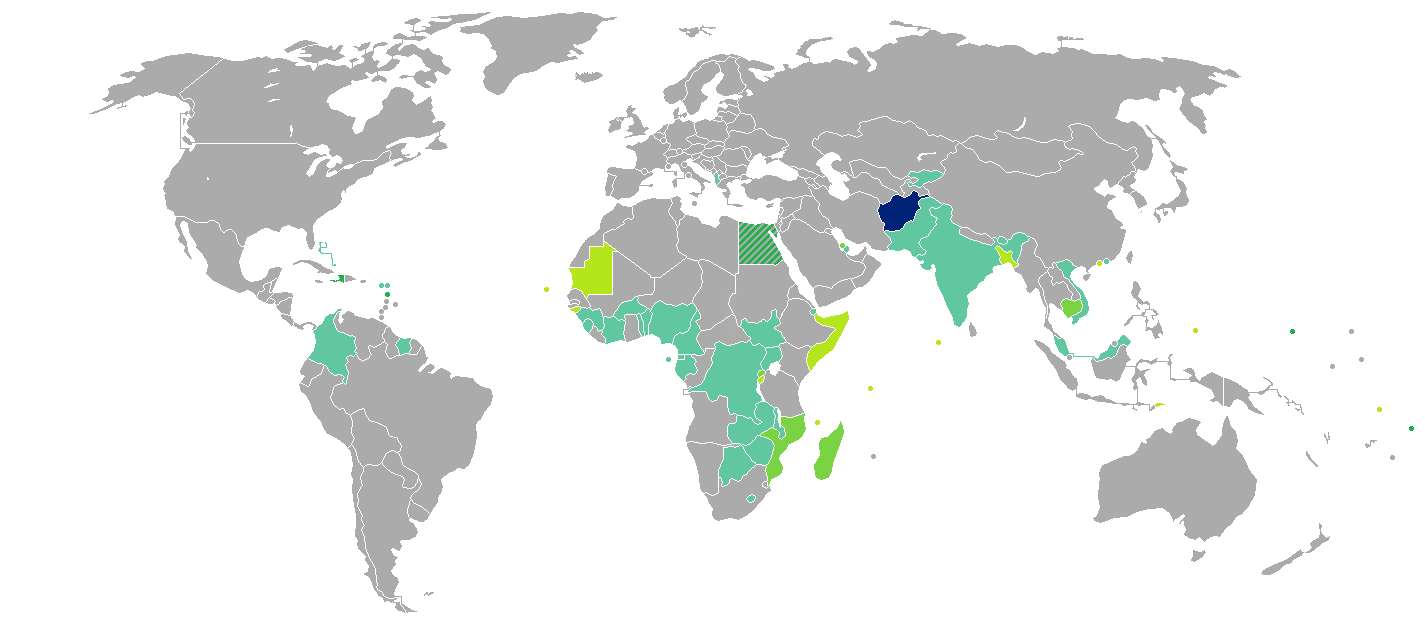
Os requisitos de visto para cidadãos afegãos estão entre os mais rigorosos do mundo. Em 2018, os cidadãos afegãos só podiam aceder a 30 países sem visto.

Há uma forte correlação entre as restrições de vistos e o número de refugiados de um país: os dez maiores "exportadores" de refugiados do mundo estão entre aqueles cujos cidadãos são sujeitos a requisitos de visto mais rigorosos, levando a um efeito dominó, em que outros países onde governos começam a impedir a entrada de refugiados que também não são aceites noutros países.

### Controlo das fronteiras
Outra forma de externalização é o aumento do controlo de fronteiras, especialmente por via marítima, com a interceção de embarcações em águas internacionais para evitar que cheguem ao país de destino (podendo ser feita por barcos pertencentes ao país que tenta controlar a migração ou por um país terceiro).

### Acordos com países terceiros
É ainda comum o establecimento de acordos com países terceiros, de forma a impedir o trânsito de imigrantes no seu território ou para lhes passar a responsabilidade de processamento ou reassentamento de refugiados destinados aos países mais ricos.

## Externalização por País ou Território

### Austrália
A política de externalização do controlo da migração da Austrália, denominada "Solução Pacífica", data de 2001, quando a marinha australiana começou a interditar omigrantes em alto mar. Nesse mesmo ano, um cargueiro norueguês resgatou omigrantes de uma embarcação sobrelotada e tentou levá-los para a Ilha do Natal da Austrália, por ser o porto seguro mais próximo, mas os militares australianos interceptaram o cargueiro e impediram os seus passageiros de desembarcar na ilha, transferindo-os para um navio militar australiano. No final do ano, a Austrália excluiu a Ilha do Natal e outros territórios periféricos da lei australiana sobre imigração, proibindo assim os refugiados que lá chegarem de pedir asilo no país. Começaram também a reencaminhar os barcos detidos para Nauru ou Papua Nova Guiné, onde os refugiados são confinados em campos, antes de serem reassentados nesses países.
Desde que começaram a encerrar de alguns campos, alguns refugiados foram reassentados em países como o Canadá, os Estados Unidos e a Nova Zelândia.

### Coreia do Sul
Nos anos 1970 e 1980, a Coreia do Sul permitia que refugiados vindos do Vietname entrassem no país, permanecendo apenas temporariamente até serem reassentados. Em 2001, a Coreia do Sul ainda não tinha conedido asilo a um único requerente, tendo compensado ligeiramente este comportamento nas duas décadas seguintes, mas mantendo ainda baixas taxas de aceitação.

### Estados Unidos da América
A externalização dos controlos migratórios por parte dos Estados Unidos remonta, pelo menos, à Administração Reagan e ao Acordo de Interdição de 1981 entre os Estados Unidos e o Haiti, que autorizava a Guarda Costeira dos EUA a interditar embarcações haitianas em alto mar, deter os passageiros e devolvê-los ao Haiti. Após o golpe de Estado no Haiti em 1991 e o subsequente aumento no número de haitianos que tentavam chegar aos EUA de barco, o presidente George H. W. Bush reforçou esses acordos.

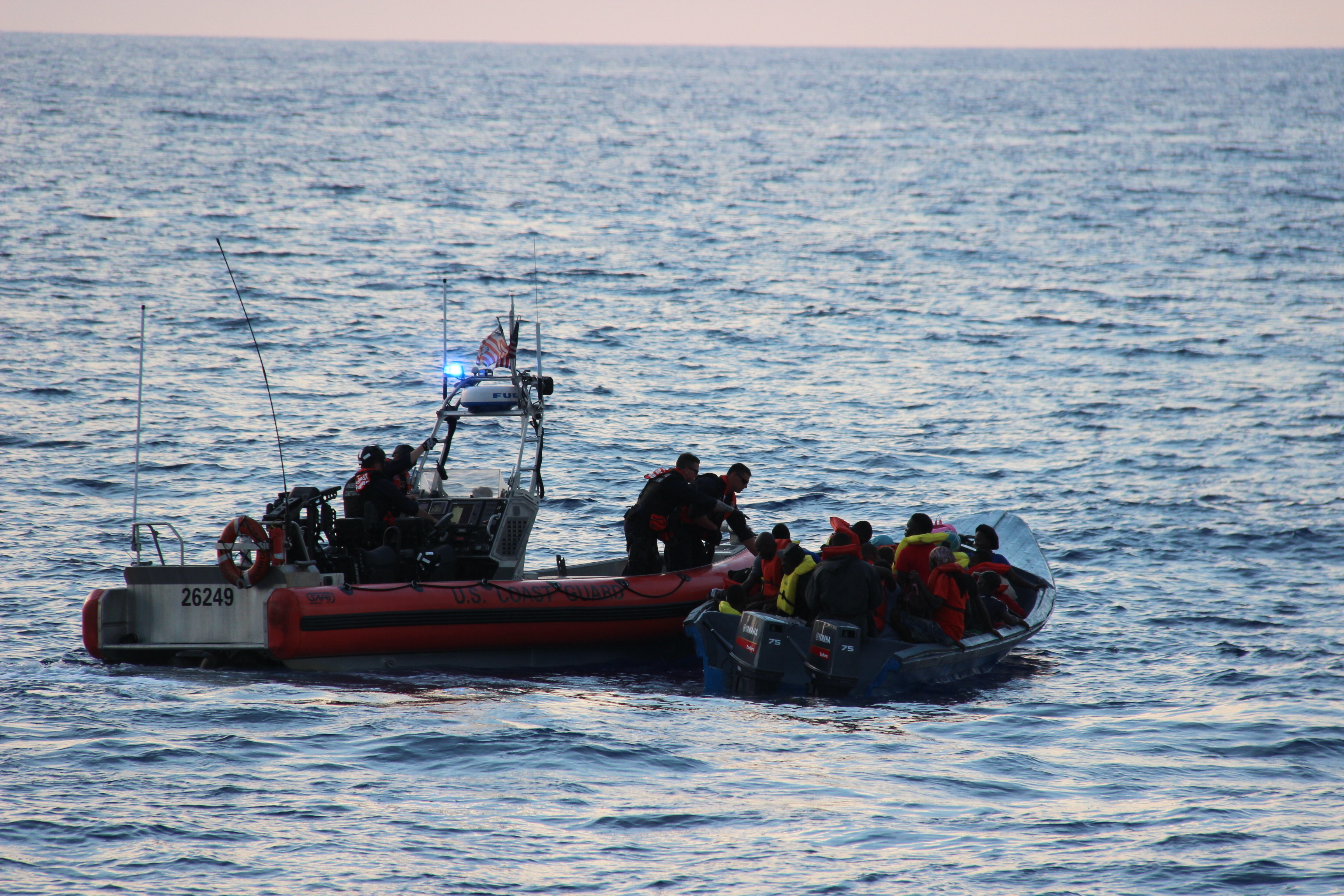
Guarda Costeira interceta 50 migrantes haitianos

Em 1993, a Guarda Costeira dos EUA interceptou um navio a 200 milhas da costa das Honduras que transportava 200 chineses a tentar chegar aos Estados Unidos. As autoridades hondurenhas permitiram que a Guarda Costeira dos Estados Unidos encaminhasse o navio até um porto hondurenho e, após análise da situação, todo o grupo acabou por ser repatriado. Mais tarde na Administração Clinton, foi decidido deter temporariamente os haitianos interditos na base naval americana de Guantánamo, em Cuba, em vez de os devolver imediatamente ao Haiti. Clinton também estendeu esta externalização aos imigrantes cubanos de barco. Entretanto, Guam ganhava fama entre requerentes de asilo chineses, e os Estados Unidos aumentaram a vigilância em torno das suas costas para evitar que os chineses chegassem até lá. Depois do golpe de Estado no Haiti de 2004 e mais um aumento das tentativas de travessia, o presidente George W. Bush anunciou: "Deixei bem claro à Guarda Costeira que recusaremos qualquer refugiado que tente chegar à nossa costa". Durante a presidência de Barack Obama, as pessoas que se considerava terem "receios credíveis" eram levadas para Guantánamo, onde eram submetidas a uma determinação do estatuto de refugiado sem o benefício de representação legal; os poucos que foram reconhecidos como refugiados foram então mantidos em Guantánamo enquanto aguardavam reassentamento em países terceiros, não sendo considerados para reassentamento nos Estados Unidos.
Entretanto, os Estados Unidos procederam à externalização dos controlos migratórios também em terra. Em 1989, um memorando interno do Serviço de Imigração e Naturalização (Immigration and Naturalization Service - INS) pedia ao agente de ligação do INS no México "para assegurar a assistência do México e dos países da América Central para abrandar o fluxo de estrangeiros ilegais para os Estados Unidos". Pelo menos desde 1998, o governo dos EUA pagou o aluguer de autocarros para repatriar cidadãos das Honduras e de El Salvador detidos perto da fronteira entre o México e a Guatemala. Em 2008, através da iniciativa Mérida, o Congresso dos EUA atribuiu cerca de 2,5 mil milhões de dólares de assistência ao México para ajudar a impedir o "fluxo ilícito de drogas, pessoas, armas e dinheiro". Na década de 2010, Obama pediu ao Congresso financiamento suplementar de emergência de 3,7 mil milhões de dólares, alargando o acordo a outros países da América Central.
Após a eleição de Donald Trump como Presidente dos Estados Unidos e a sua hostilidade pública para com os seus vizinhos do sul, tornou-se controverso no México o facto de o governo controlar o trânsito e consequentemente fazer a vontade a Trump, o que levou a um abrandamento do controlo do México sobre os trânsitos irregulares.

### Israel
Em 2013, Israel anunciou que tinha chegado a um acordo com um terceiro país para a transferência "voluntária" de requerentes de asilo e, em 2014, começou a implementar o acordo. Nos anos seguintes, milhares de requerentes de asilo (especialmente nacionais da Eritreia Sudão) foram realocados para Ruanda e Uganda, até o seu cancelamento em 2018, após anos de protestos. Vários dos refugiados reassentados tentaram posteriormente ir para a Europa.

### Japão
O Japão não tinha uma política de refugiados até à década de 1970. Quando os primeiros barcos de refugiados do Vietname chegaram ao porto de Chiba em 1975, depois de terem sido salvos por um navio dos Estados Unidos, as autoridades japonesas receberam-nos de acordo com a lei marítima, mas enviaram-nos para o Guam (um território dos Estados Unidos no Pacífico) no dia seguinte. Até ao final da década, mais de 2 mil refugiados da Indochina chegaram ao Japão ou nasceram no país com pais refugiados, mas apenas 10 obtiveram o estatuto de residentes de longa duração, tendo os restantes permanecido no país enquanto o governo procurava países terceiros seguros para os instalar.

### Reino Unido
A partir de 2000, a deportação de requerentes de asilo rejeitados no Reino Unido aumentou acentuadamente. Em 2003, quando ainda fazia parte da União Europeia, o gabinete do Primeiro-Ministro do Reino Unido Tony Blair trabalhou numa proposta chamada "Uma Nova Visão para os Refugiados", que propunha que a União Europeia estabelecesse Áreas de Proteção Regional perto de países produtores de refugiados, onde os refugiados seriam processados para um possível reassentamento na UE. Não obstante, encontrando apoio insuficiente, o Reino Unido retirou a proposta e esta nunca foi formalmente considerada.
Em 2022, o Reino Unido começou a trabalhar num plano de asilo para o Ruanda, segundo o qual os imigrantes ilegais ou requerentes de asilo seriam transferidos para o Ruanda para processamento, asilo e reassentamento. O plano enfrentou alguns problemas jurídicos, acabando por ser cancelado em 2023. Três semanas depois depois da rejeição, foi apresentado um novo acordo.

### União Europeia
A assinatura do Acordo de Schengen na década de 1980 obrigou alguns países, como a Itália, a começar a redigir as suas primeiras leis para legislar a "integração" de imigrantes. A Itália, que na altura necessitava de mão de obra imigrante, fê-lo com um pensamento político muito influenciado por impulsos humanitários e uma abordagem relativamente aberta (até 1998, a Itália nem sequer permitia a prática da detenção administrativa na pendência de audiências de deportação). No entanto, como a integração se revelou complicada e com o aumento da instabilidade política na antiga Jugoslávia, em África e no Médio Oriente, as coisas começaram a mudar. Em 2002, Itália, sob a liderança de Silvio Berlusconi, aprovou a dura "lei Bossi-Fini" que, entre outras coisas, criminalizava a migração irregular, transformando os imigrantes que já se encontravam no país em ameaças à segurança e limitando as suas opções económicas. Isto fez com que algumas pessoas antes classificadas como imigrantes económicos tentassem pedir asilo, como a única forma de se estabelecerem e trabalharem na Europa, alimentando também o crescimento de novos prestadores de serviços: a indústria do contrabando de pessoas.
Em 2003, o Reino Unido trabalhou numa proposta denominada "Uma Nova Visão para Refugiados", que propunha que a União Europeia estabelecesse Áreas de Protecção Regional perto de países produtores de refugiados, onde os refugiados seriam processados para possível reassentamento na UE. A proposta não teve apoio suficiente e acabou por ser retirada sem ser considerada formalmente, no entanto, marcou o início de políticas de externalização na Europa. Até o final do ano, Espanha conseguiu convencer Marrocos a criminalizar a imigração irregular, e iniciaram patrulhas navais conjuntas em torno do estreito de Gibraltar e das Canárias. A UE concedeu a Marrocos mais de 60 milhões de euros para a gestão das fronteiras entre 2003 e 2010.
Entre 2004 e 2006, o programa Aeneas concedeu 120 milhões de euros aos países que cooperaram com a Europa no controlo da migração; a UE assinou parcerias com Cabo Verde, Moldávia, Geórgia, Arménia, Azerbaijão, Tunísia, Jordânia, Bielorrússia, e Ucrânia; enquanto foram lançadas várias operações no domínio marítimo: a operação Hera entre as Canárias e a costa ocidental africana (que incluiu a marinha Portuguesa); Agios, Minerva e Indalo no Mediterrâneo ocidental; Nautilus e Hermes no Mediterrâneo Central; e Poseidon no Egeu. Alguns países, como o Mali, resistiram tornar-se "Estados-tampão" a pedido da UE, devido à sua dependência de mão de obra imigrante qualificada, que beneficiava da mobilidade intra-africana. A França retaliou em 2008 cortando a sua ajuda ao desenvolvimento.
No mesmo ano, Berlusconi assinou um controverso pacto de 5 mil milhões de euros com o então ditador Muammar Gaddafi, que incluía acesso às ricas reservas de petróleo da Líbia para empresas italianas; os principais acordos, no entanto, ofuscaram o compromisso de Gaddafi de melhorar a gestão das fronteiras da Líbia e permitir que os navios italianos empurrassem os barcos de volta para a costa da Líbia, o que continuou após a queda de Gaddafi, com as autoridades pós-revolucionárias da Líbia.
No início da década de 2010, houve uma nova onda de solidariedade, com promessas da chanceler da Alemanha Angela Merkel de uma abordagem permissiva à imigração e com o primeiro-ministro da Itália Matteo Renzi a apoiar a ambiciosa operação Mare Nostrum, que resgatou pelo menos 150 mil refugiados, enquanto a Itália prestava assistência jurídica para pedidos de asilo.

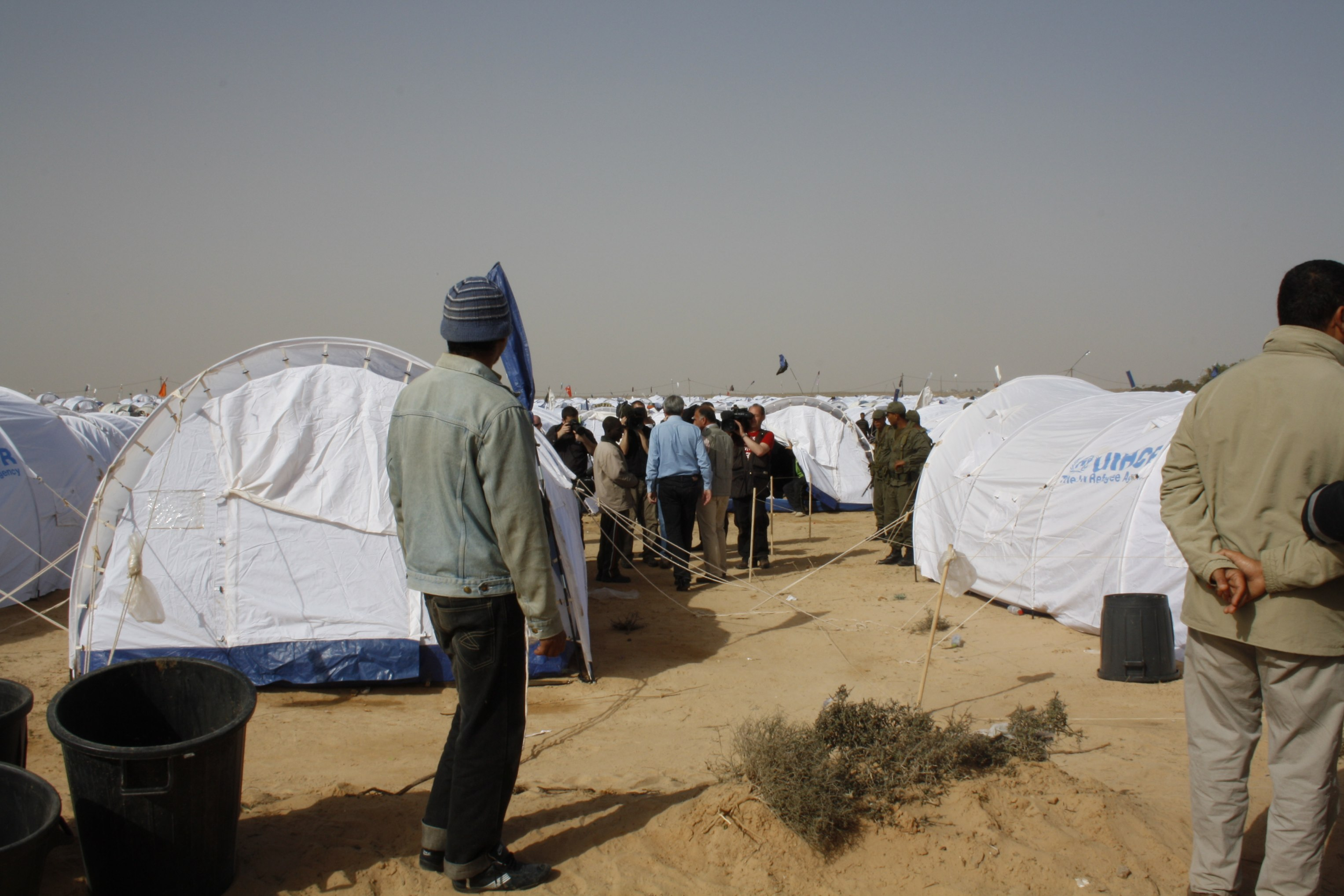
Campo de refugiados perto da fronteira da Tunísia com a Líbia

No entanto, com a crise de refugiados de 2015, a Europa ficou polarizada e o otimismo anterior começou a desaparecer. A integração e o reassentamento continuaram difíceis, com vários ataques de imigrantes africanos a acontecerem na Alemanha; a operação Mare Nostrum teve custos enormes, que a Itália não conseguia sustentar enquanto atravessava a sua terceira recessão em seis anos; a Polónia e a Hungria tornaram-se cada vez mais relutantes em aceitar refugiados; autoridades na Áustria começaram a discutir a construção de um muro na fronteira italiana; os políticos populistas italianos culparam Renzi, e os seus números nas sondagens dispararam. No final de 2016, Renzi demitiu-se e o seu partido acabou por reverter as suas políticas. Depois disso, investir na externalização das fronteiras da Europa tornou-se uma solução natural. A UE procurou primeiro transferir a responsabilidade para os Balcãs Ocidentais, mas acabou por assinar um pacto com a Turquia, o principal país de trânsito para as 850 mil chegadas à Grécia em 2015. No entanto, esse acordo canalizou imigrantes para a rota do Mediterrâneo entre a Líbia e a Itália, forçando a Itália a assinar novos acordos com a Tunísia e a Líbia. Além dos acordos políticos, o então ministro do Interior italiano Marco Minniti também realizou uma série de negociações com milícias e outros atores não estatais, transformando efetivamente contrabandistas em guardas costeiros e gestores de centros de detenção, e a UE pressionou o Níger a adotar controlos fronteiriços mais eficazes. Entretanto, a agência fronteiriça da UE, a Frontex, iniciou um "esforço sistemático para capturar" imigrantes que atravessavam o mar, enquanto a Grécia, Espanha e Malta começaram a recusar barcos humanitários que transportavam imigrantes resgatados. Pouco depois, a UE lançou o Fundo de Emergência para África, que incluía centenas de milhões de euros para agências de aplicação da lei e controlos de fronteiras no Egito, Líbia, Tunísia, Argélia e Marrocos. Posteriormente, o Conselho de Relações Exteriores da UE de julho de 2017 apoio o acordo de Minniti, facilitando a utilização de instrumentos políticos da UE, como a Missão de Assistência Fronteiriça da UE e a Operação Sophia.

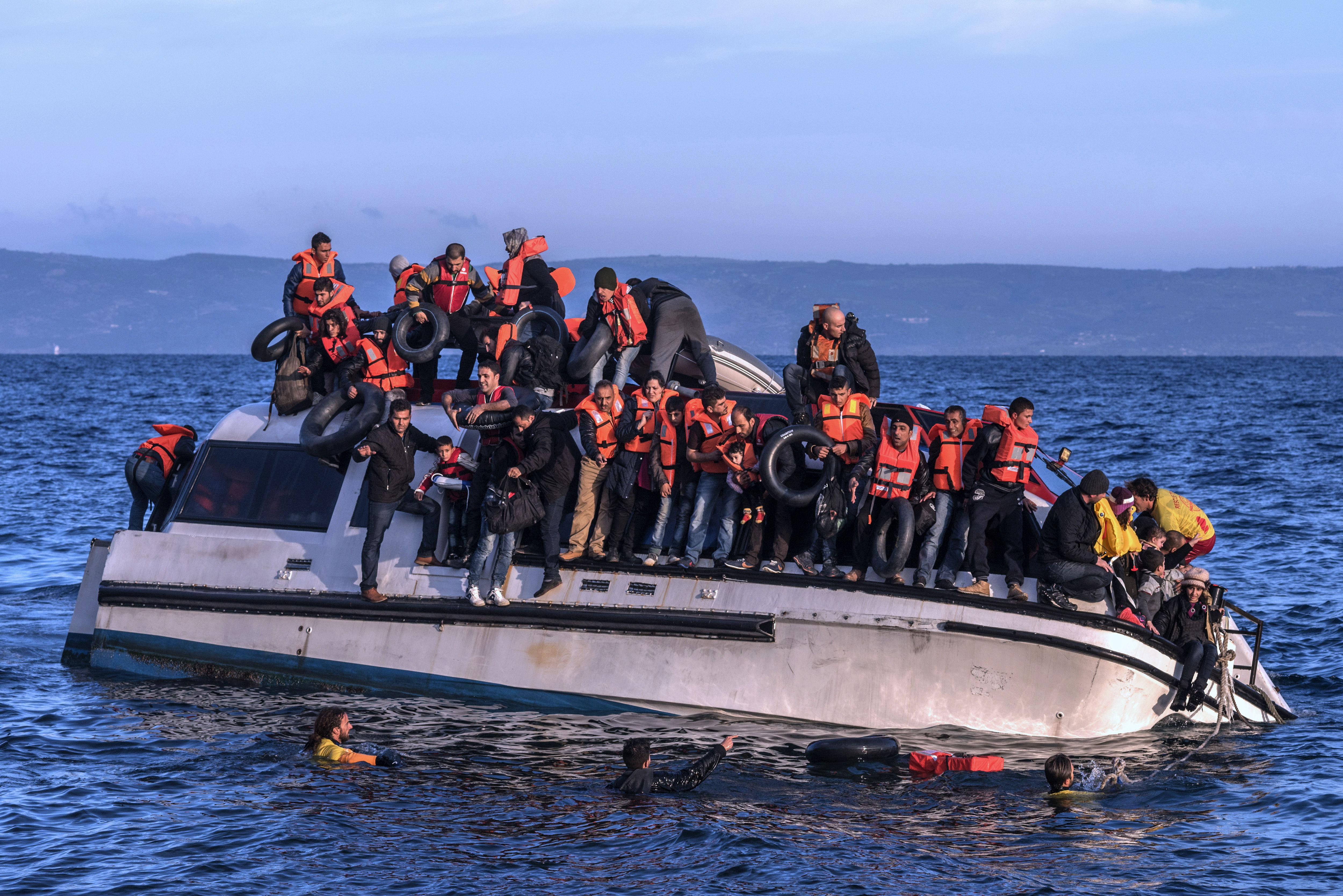
Salvamento de refugiados por uma ONG

Nos anos seguintes, os acordos pareciam estar a produzir resultados positivos: em 2018, as chegadas anuais pelo Mediterrâneo tinham diminuído em quase 100 mil, e países como a Turquia e Marrocos reduziram significativamente a migração irregular para a Europa a médio prazo. No entanto, a partir de 2020, as coisas começaram a complicar-se mais uma vez, com o número de imigrantes vindos da Líbia e da Tunísia a regressar lentamente aos níveis registados durante os anos da crise. Já em 2023, depois de um golpe de estado no Níger, a União Europeia suspendeu a ajuda financeira para o país e, em contra-partida, o Níger revogou a lei contra imigrantes que tinha desde 2015, reabrindo uma das rotas mais usadas antes do acordo. No início de 2024, Espanha e a União Europeia assinaram um acordo de 200 milhões de euros com a Mauritânia para ajudar o país a combater a migração ilegal e reduzir o número de pessoas a chegarem às Canárias de barco.
O processamento em países terceiros, que já teve dezenas de proposta fracassadas desde que foi sugerido pela primeira vez pela Dinamarca em 1986, começou a ganhar força novamente na década de 2020 e, no final de 2023, a Albânia aprovou um acordo com Itália para a criação de centros de pré-deportação no país sob jurisdição italiana. A oposição italiana acusou a primeira ministra italiana Giorgia Meloni de criar a "nova Guantánamo", no entanto as negociações continuaram, tendo o acordo entrado em vigor no final de 2024. Apesar das expectativas de as novas instalações receberem 3 mil pessoas intercetadas no Mediterrâneo, no primeiro mês chegaram apenas 24 requerentes de asilo, que, por motivos legais, ficaram menos de 3 dias detidos.
A externalização criou, assim, uma troca de poder implícita: a UE e os Estados-Membros deram aos países parceiros influência e recursos financeiros e materiais consideráveis para melhorar as suas estruturas de segurança - mas, em contrapartida, ganharam pouca ou nenhuma influência europeia sobre eles. Permitiu também que os líderes dos países parceiros extorquíssem os europeus ameaçando abrir as comportas da migração: O presidente turco Recep Tayyip Erdoğan chantageia regularmente a UE ameaçando anular o acordo; Marrocos facilitou a entrada de migrantes em Territórios espanhóis aparentemente para influenciar a política de Espanha em relação ao Saara Ocidental; e o presidente egípcio Abdel Fattah el-Sisi aproveita a migração para atrair cada vez mais fundos europeus para ajudar a sua crise económica. Os acordos também causaram danos significativos à reputação da UE - uma vez que os Estados-Membros parecem cúmplices das violações dos direitos humanos dos seus parceiros.